# Museactron
Het Museactron is de oude benaming van de Musea Maaseik die uit drie musea bestaan: 
- het Regionaal Archeologisch Museum
- het Apotheekmuseum en
- de Kerkschatten van Sint-Catharina.

Het Regionaal Archeologisch Museum (RAM) werd in 1987 geopend.  Men kan er kennismaken met het belangrijke verleden van de regio.  Er staan vondsten tentoongesteld uit de prehistorie, de Romeinse tijd en de middeleeuwen.
Het Apotheekmuseum is gevestigd in de oudste private apotheek van België en bezit het oorspronkelijke meubilair en een unieke collectie Delftse en tinnen potten.  Het is met het Regionaal Archeologisch Museum verbonden via een loopbrug.
De Kerkschatten van Sint-Catharina bevinden zich in de kerk met dezelfde naam en bevatten o.a. de Codex Eyckensis (oudste verlucht handschrift van de Lage Landen) en de oudste bekende Angelsaksische religieuze weefsels. Het gaat in beide gevallen om Vlaamse topstukken.